# 哈爾科夫烏克蘭模範劇院

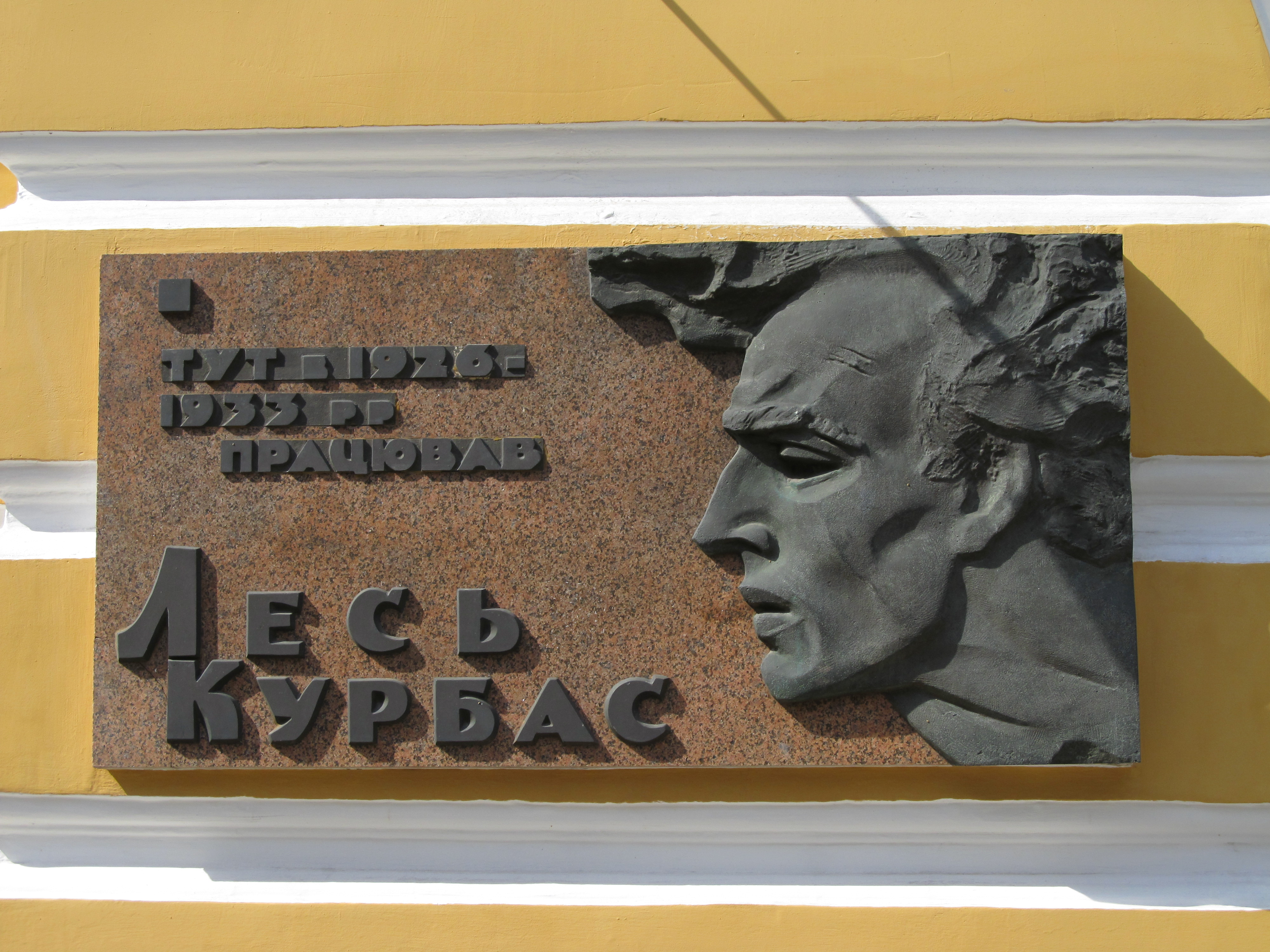
劇院外紀念列斯·庫爾巴斯的牌匾

哈爾科夫烏克蘭模範劇院全名塔拉斯·謝甫琴科哈爾科夫烏克蘭模範劇院（烏克蘭語：Харківський академічний український драматичний театр імені Тараса Шевченка），是烏克蘭哈爾科夫的國家劇院，建於1935年，前身為1922年由列斯·庫爾巴斯所建、後被蘇聯政府壓迫的別列齊爾劇院。
此劇院的座位包括主觀眾席與小觀眾席，前者共900個座位，後者共115個座位。初時導演多師從俄羅斯戲劇家康斯坦丁·史坦尼斯拉夫斯基，1990年代起的新進導演則多師從阿纳托利·瓦西里耶夫。劇場設計家瓦迪姆·梅勒、演員列昂尼德·贝科夫、阿姆羅西·布赫馬、導演安德烈·扎尔达克與安德烈·斯奇奇科等人均曾在此劇院工作。安德烈·扎尔达克於2002年至2005年在此擔任藝術導演，先後指導五部作品，2005年因哈爾科夫政府禁止他執導的《羅密歐與茱麗葉》而去職。
2004年，哈爾科夫烏克蘭模範劇院獲頒聯合國教科文組織（UNESCO）獎。